# 8e Amerikaans Congres
Het 8ste Amerikaanse Congres was de wetgevende vergadering van de Amerikaanse overheid die bestond uit de Senaat en het Huis van Afgevaardigden. Deze vergadering kwam samen tussen 4 maart 1803 en 4 maart 1805 tijdens de laatste twee jaar van het presidentschap van Thomas Jefferson. Tijdens deze periode was er een Democratisch-Republikeinse meerderheid in beide kamers van het Congres.

## Belangrijke gebeurtenissen
- 30 april 1803: Aankoop van Louisiana van Frankrijk
- 14 mei 1804: De Expeditie van Lewis en Clark vertrok voor hun tocht langs de Missouri.
- 11 juli 1804: Aaron Burr doodde Alexander Hamilton
- 3 december 1804: Tijdens de presidentsverkiezingen verslaat Thomas Jefferson (DR) de tegenkandidaat Charles Cotesworth Pinckney (F)

## Leden van deSenaat
- (F) = Federalisten
- (DR)= Democraten-Republikeinen

#### Connecticut
- James Hillhouse (F)
- Uriah Tracy (F)

#### Delaware
- Samuel White (F)
- William H. Wells (F), tot 6 november 1804
James A. Bayard (F), vanaf 13 november 1804

#### Georgia
- Abraham Baldwin (DR)
- James Jackson (DR)

#### Kentucky
- John Brown (DR)
- John Breckinridge (DR)

#### Maryland
- Samuel Smith (DR)
- Robert Wright (DR)

#### Massachusetts
- John Quincy Adams (F)
- Timothy Pickering (F)

#### New Hampshire
- Simeon Olcott (F)
- William Plumer (F)

#### New Jersey
- John Condit (DR), vanaf 1 september 1803
- Jonathan Dayton (F)

#### New York
- Theodorus Bailey (DR), tot 16 januari 1804
John Armstrong jr. (DR), van 25 januari 1804 tot 30 juni 1804
Samuel Latham Mitchill (DR), vanaf 23 november 1804
- DeWitt Clinton (DR), tot 4 november 1804
John Armstrong jr. (DR), van 7 december 1803 tot 23 februari 1804
John Smith (DR), vanaf 23 februari 1804

#### North Carolina
- Jesse Franklin (DR)
- David Stone (DR)

#### Ohio
- John Smith (DR), vanaf 1 april 1803
- Thomas Worthington (DR), vanaf 1 april 1803

#### Pennsylvania
- Samuel Maclay (DR)
- George Logan (DR)

#### Rhode Island
- Samuel J. Potter (DR), tot 14 oktober 1804
Benjamin Howland (DR), vanaf 29 oktober 1804

#### South Carolina
- Thomas Sumter (DR)
- Pierce Butler (DR), ontslag genomen op 21 november 1804
John Gaillard (DR), vanaf 6 december 1804

#### Tennessee
- Joseph Anderson (DR), vanaf 22 september 1803
- William Cocke (DR)

#### Vermont
- Israel Smith (DR)
- Stephen R. Bradley (DR)

#### Virginia
- Stevens Thomson Mason (DR), tot 10 mei 1803
John Taylor (DR), van 4 juni 1803 tot 7 december 1803
Abraham B. Venable (DR), van 7 december 1803 tot 7 juni 1804
William Branch Giles (DR), van 11 augustus 1804 tot 4 december 1804
Andrew Moore (DR), vanaf 4 december 1804
- Wilson Cary Nicholas (DR), tot 22 mei 1804
Andrew Moore (DR), van 11 augustus 1804 tot 4 december 1804
William Branch Giles (DR), vanaf 4 december 1804

## Leden van deHuis van Afgevaardigden
- (F) = Federalisten
- (DR) = Democraten-Republikeinen

#### Connecticut
- Simeon Baldwin (F), vanaf 5 september 1803
- Samuel W. Dana (F)
- John Davenport (F)
- Calvin Goddard (F)
- Roger Griswold (F)
- John Cotton Smith (F)
- Benjamin Tallmadge (F)

#### Delaware
- Caesar A. Rodney (DR)

#### Georgia
- Joseph Bryan (DR)
- Peter Early (DR)
- Samuel Hammond (DR), tot 2 februari 1805, nadien bleef de zetel vacant.
- David Meriwether (DR)

#### Kentucky
- Matthew Lyon (DR)
- John Boyle (DR)
- Matthew Walton (DR)
- Thomas Sandford (DR)
- John Fowler (DR)
- George M. Bedinger (DR)

#### Maryland
- John Campbell (F)
- Walter Bowie (DR)
- Thomas Plater (F)
- Daniel Hiester (DR), vanaf 7 maart 1804

Roger Nelson (DR), vanaf 6 november 1804
- William McCreery (DR)
- Nicholas R. Moore (DR)
- John Archer (DR)
- Joseph H. Nicholson (DR)
- John Dennis (F)

#### Massachusetts
- William Eustis (DR)
- Jacob Crowninshield (DR)
- Manasseh Cutler (F)
- Joseph Bradley Varnum (DR)
- Thomas Dwight (F)
- Samuel Taggart (F)
- Nahum Mitchell (F)
- Lemuel Williams (F)
- Phanuel Bishop (DR)
- Seth Hastings (F)
- William Stedman (F)
- Thomson J. Skinner (DR), tot 10 augustus 1804

Simon Larned (DR), vanaf 5 november 1804
- Ebenezer Seaver (DR)
- Richard Cutts (DR)
- Peleg Wadsworth (F)
- Samuel Thatcher (F)
- Phineas Bruce (F)

#### New Hampshire
- Silas Betton (F)
- Clifton Clagett (F)
- David Hough (F)
- Samuel Hunt (F)
- Samuel Tenney (F)

#### New Jersey
- Adam Boyd (DR)
- Ebenezer Elmer (DR)
- William Helms (DR)
- James Mott (DR)
- James Sloan (DR)
- Henry Southard (DR)

#### New York
- John Smith (DR), tot 23 februari 1804

Samuel Riker (DR), vanaf 5 november 1804
- Joshua Sands (F)
- Samuel Latham Mitchill (DR), tot 22 november 1804

George Clinton jr. (DR), vanaf 14 februari 1805
- Philip Van Cortlandt (DR)
- Andrew McCord (DR)
- Isaac Bloom (DR), tot 26 april 1803

Daniel C. Verplanck (DR), vanaf 17 oktober 1803
- Josiah Hasbrouck (DR), vanaf 17 oktober 1803
- Henry W. Livingston (F)
- Killian K. Van Rensselaer (F)
- George Tibbits (F)
- Beriah Palmer (DR)
- David Thomas (DR)
- Thomas Sammons (DR)
- Erastus Root (DR)
- Gaylord Griswold (F)
- John Paterson (DR)
- Oliver Phelps (DR)

#### North Carolina
- Thomas Wynns (DR)
- Willis Alston (DR)
- William Kennedy (DR)
- William Blackledge (DR)
- James Gillespie (DR), tot 11 januari 1805, zetel bleef nadien vacant.
- Nathaniel Macon (DR)
- Samuel D. Purviance (F)
- Richard Stanford (DR)
- Marmaduke Williams (DR)
- Nathaniel Alexander (DR)
- James Holland (DR)
- Joseph Winston (DR)

#### Ohio
- Jeremiah Morrow (DR), vanaf 17 oktober 1803

#### Pennsylvania
- Joseph Clay (DR)
- Michael Leib (DR)
- Jacob Richards (DR)
- Robert Brown (DR)
- Frederick Conrad (DR)
- Isaac Van Horne (DR)
- Isaac Anderson (DR)
- Joseph Hiester (DR)
- John Whitehill (DR)
- David Bard (DR)
- John A. Hanna (DR)
- Andrew Gregg (DR)
- John Stewart (DR)
- John Rea (DR)
- William Findley (DR)
- John Smilie (DR)
- William Hoge (DR), tot 15 oktober 1804

John Hoge (DR), vanaf 2 november 1804
- John Baptiste Charles Lucas (DR)

#### Rhode Island
- Nehemiah Knight (DR)
- Joseph Stanton jr. (DR)

#### South Carolina
- Thomas Lowndes (F)
- William Butler sr. (DR)
- Benjamin Huger (F)
- Wade Hampton (DR)
- Richard Winn (DR)
- Levi Casey (DR)
- Thomas Moore (DR)
- John B. Earle (DR)

#### Tennessee
- George W. Campbell (DR)
- William Dickson (DR)
- John Rhea (DR)

#### Vermont
- Gideon Olin (DR)
- James Elliott (F)
- William Chamberlain (F)
- Martin Chittenden (F)

#### Virginia
- John G. Jackson (DR)
- James Stephenson (F)
- John Smith (DR)
- David Holmes (DR)
- Thomas Lewis jr. (F), tot 5 maart 1804

Andrew Moore (DR), van 5 maart 1804 tot 11 augustus 1804
Alexander Wilson (DR), vanaf 4 december 1804
- Abram Trigg (DR)
- Joseph Lewis jr. (F)
- Walter Jones (DR)
- Philip R. Thompson (DR)
- John Dawson (DR)
- Anthony New (DR)
- Thomas Griffin (F)
- John J. Trigg (DR), tot 17 mei 1804

Christopher H. Clark (DR), vanaf 5 november 1804
- Matthew Clay (DR)
- John Randolph (DR)
- John Wayles Eppes (DR)
- Thomas Claiborne (DR)
- Peterson Goodwyn (DR)
- Edwin Gray (DR)
- Thomas Newton jr. (DR)
- Thomas M. Randolph (DR)
- John Clopton (DR)

#### Afgevaardigden zonder stem
- William Lattimore uit Mississippi